# Mirna (gemeente)
Mirna (Duits: Neudegg) is een gemeente in de Sloveense regio Jugovzhodna Slovenija. Mirna werd met 21 andere plaatsen in 2011 afgescheiden van de gemeente Trebnje.

## Geschiedenis
In november 2009 werd een referendum onder de lokale bevolking gehouden waarbij werd gestemd voor afscheiding van de gemeente Trebnje. In april werd dit echter, samen en voornamelijk vanwege eenzelfde verzoek voor de afscheiding van de plaats Ankaran van de gemeente Koper, afgewezen. Op 26 november 2010 werd door het constitutioneel hof van Slovenië geoordeeld dat deze afwijzing in strijd was met de Sloveense grondwet, waarop de Državni Zbor op 1 februari 2011 de wet tot oprichting van de gemeente Mirna aannam. Op 26 februari 2011 werd Mirna officieel een gemeente.

## Plaatsen in de gemeente
Brezovica pri Mirni, Cirnik, Debenec, Glinek, Gomila, Gorenja vas pri Mirni, Migolica, Migolska Gora, Mirna, Praprotnica, Ravne, Sajenice, Selo pri Mirni, Selska Gora, Stan, Stara Gora, Ševnica, Škrjanče, Trbinc, Volčje Njive, Zabrdje, Zagorica.
Črnomelj · Dolenjske Toplice · Kočevje · Kostel · Loški Potok · Metlika · Mirna · Mirna Peč · Mokronog-Trebelno · Novo mesto · Osilnica · Ribnica · Semič · Šentjernej · Šentrupert · Škocjan · Šmarješke Toplice · Sodražica · Straža · Trebnje · Žužemberk